# Revolutions per Minute (Skid Row)
Revolutions per Minute è il quinto album degli Skid Row, pubblicato il 24 ottobre 2006 per l'etichetta discografica SPV Records. È il primo album col nuovo batterista Dave Gara.

## Tracce
1. Disease - 03:32 - (Rachel Bolan, Dave Sabo)
2. Another Dick in the System - 03:16 - (Bolan)
3. Pulling My Heart Out from Under Me - 03:29 - (Bolan)
4. When God Can't Wait - 02:15 - (Bolan, Scotti Hill)
5. Shut Up Baby, I Love You - 03:16 - (Bolan)
6. Strength - 05:17 - (MacDonald, Peters, Sharp, Twist) (The Alarm Cover)
7. White Trash - 02:53 - (Bolan, Sabo)
8. You Lie - 02:44 - (Bolan)
9. Nothing - 03:29 - (Bolan)
10. Love Is Dead - 03:38 - (Bolan)
11. Let It Ride - 04:03 - (Bolan)
12. You Lie (bonus track) - (Com Fed mix, Bolan)

## Formazione
- Johnny Solinger - voce
- Rachel Bolan - basso
- Scotti Hill - chitarra solista
- Dave "Snake" Sabo - chitarra ritmica
- Dave Gara - batteria